# Хилл, Роберт (биохимик)
Роберт Хилл (англ. Robert Hill; 2 апреля 1899 — 15 марта 1991), также известный под прозвищем Робин Хилл (англ. Robin Hill) — британский биохимик растений, член Лондонского королевского общества. В 1939 году в рамках своего исследования фотосинтеза он продемонстрировал реакцию Хилла, доказав что кислород выделяется растением только на свету. Он также внёс значительный вклад в создание и развитие Z-схемы оксигенного фотосинтеза.

## Образование и ранняя жизнь
Хилл родился в Нью-Милвертоне, пригороде Лимингтон Спа, Уорикшир. Он получил образование в школе Бидэйлз, где он заинтересовался биологией и астрономией (в 1917 году он опубликовал статью о солнечных пятнах), а затем продолжил обучение в колледже Эммануила в Кембридже, где изучал естественные науки. Во время Первой Мировой войны он служил в Анти-газовом отделении королевских инженеров.

## Карьера
В 1922 году он перешел на кафедру биохимии в Кембридже, куда он был направлен для исследования гемоглобина. Он опубликовал ряд статей об этом белке и в 1926 году начал работать с Дэвидом Келлин над гемсодержащим белком цитохромом с. В 1932 году, он начал работать в области биохимии растений, сконцентрировавшись фотосинтезе и процессе выделения кислорода хлоропластами. В конечном итоге его исследования привели к открытию реакции Хилла.
С 1943 года работа Хилла финансировалась Советом по сельскохозяйственным исследованиям (ARC), хотя он и продолжал работать на кафедре биохимии в Кэмбридже. Хилл по-прежнему получал большую часть признания за его ранние работы по фотосинтезу. Начиная с конца 1950-х годов он сосредоточился на энергетике фотосинтеза. В сотрудничестве с Фэй Бендалл он совершил свой второй великий вклад в исследования фотосинтеза, открыв Z-схему электронного транспорта оксигенного фотосинтеза.
Хилл ушёл из ARC в 1966 году, хотя его исследования в Кембридже продолжалось вплоть до его смерти в 1991. В последние годы Хилл работал над примением второго закона термодинамики к фотосинтезу.
Он был экспертом по натуральным красителям и культивировал такие растения как марена и вайда. Экстрагируя из них пигменты, он делал акварельные краски и рисовал ими. В 1920-х годах он разработал конструкцию первого объектива типа «рыбий глаз», который установил в «небесную камеру Хилла» (англ. Hill Sky Camera). Благодаря огромному полю зрения объектива весь небосвод оказалось возможным снимать на один кадр круглой формы.

## Награды и почетные звания
В честь учёного был назван Институт Роберта Хилла при Университете Шеффилда, от которого он получил почетную степень в 1990 году. Хилл был избран членом Лондонского Королевского общества в 1946, его сертификат об избрании гласит:
За выдающиеся исследования Гемоглобина и Фотосинтеза. Он был первым, кто продемонстрировал восстановление гемоглобина из его исходных компонентов: глобина и гематина. Это был первый случай разделения и сборки сложного белка. Он выяснил свойства и кривую диссоциации миоглобина, благодаря чему стала ясна его физиологическая функция. Он также определил структуру и свойства нескольких соединений гематина и, таким образом, внёс свой вклад в исследование их каталитических активностей. Он открыл новый метод биохимического исследования фотосинтеза, который позволил ему продемонстрировать и измерить выделение кислорода изолированными хлоропластами на свету при полном отсутствии CO2. Он обнаружил, что эта замечательная фотохимическая реакция обладает теми же качествами, что и "светозависимые реакции", осуществляемые цельными зелёными клетками в присутствии CO2, и это привело его к выдвижению интересной рабочей гипотезы о механизме фотосинтеза.
В 1963 году он был награждён Королевской медалью Лондонского королевского общества, а в 1987 медалью Копли.
Иностранный член Национальной академии наук США (1975).